# サミュエル・リンカーン

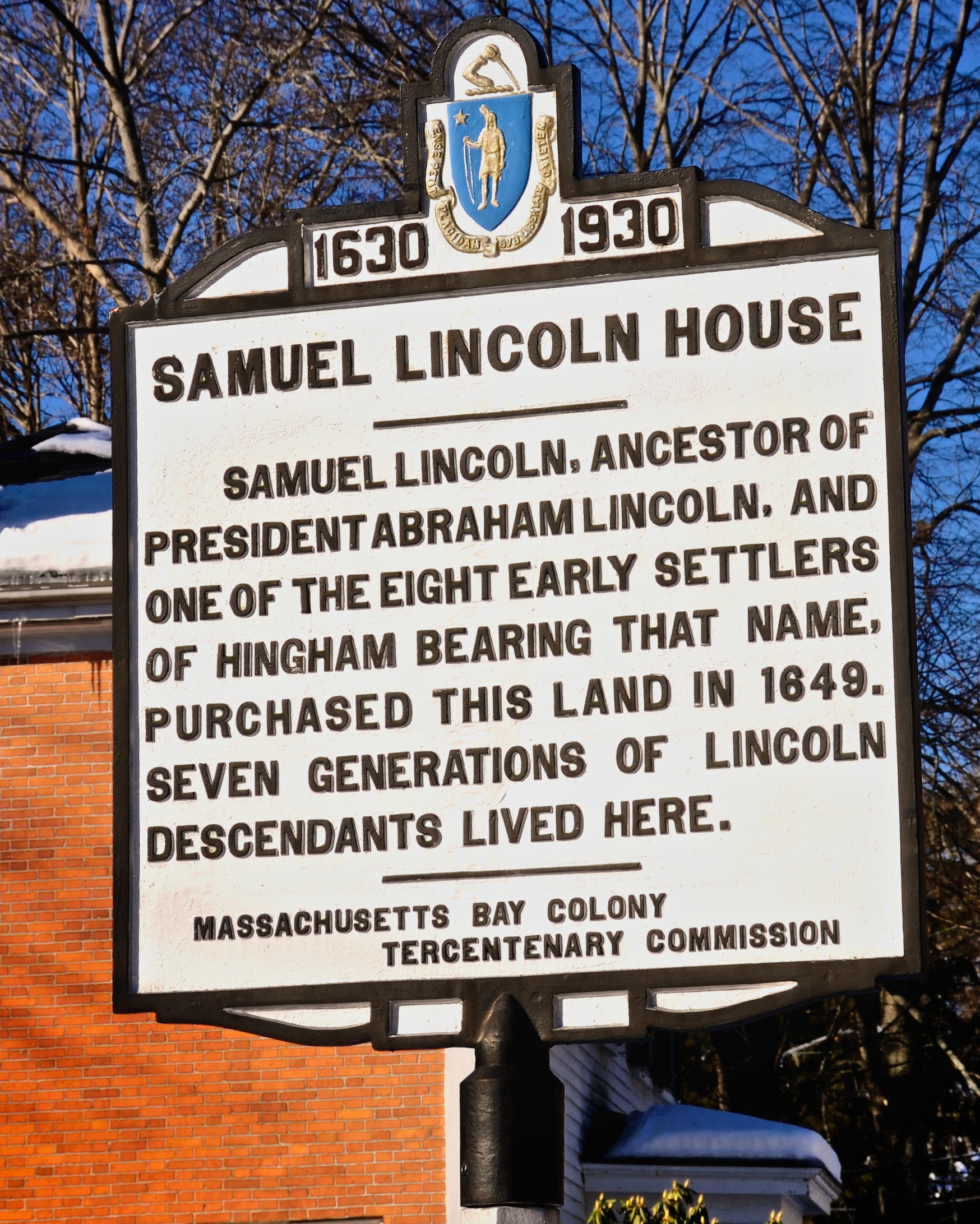
マサチューセッツ州ヒンガムの屋敷

サミュエル・リンカーン（Samuel Lincoln、1622年8月24日 - 1690年5月26日）は、アメリカ合衆国大統領エイブラハム・リンカーンの祖先。1622年8月24日にイングランド王国ノーフォークのヒンガムでエドワード・リンカーン（1640年2月11日死亡、ヒンガム聖アンドリュース教会の墓地に埋葬）の息子として生まれ、1690年5月26日にイギリス領マサチューセッツのヒンガムで死亡した。

## アメリカへ

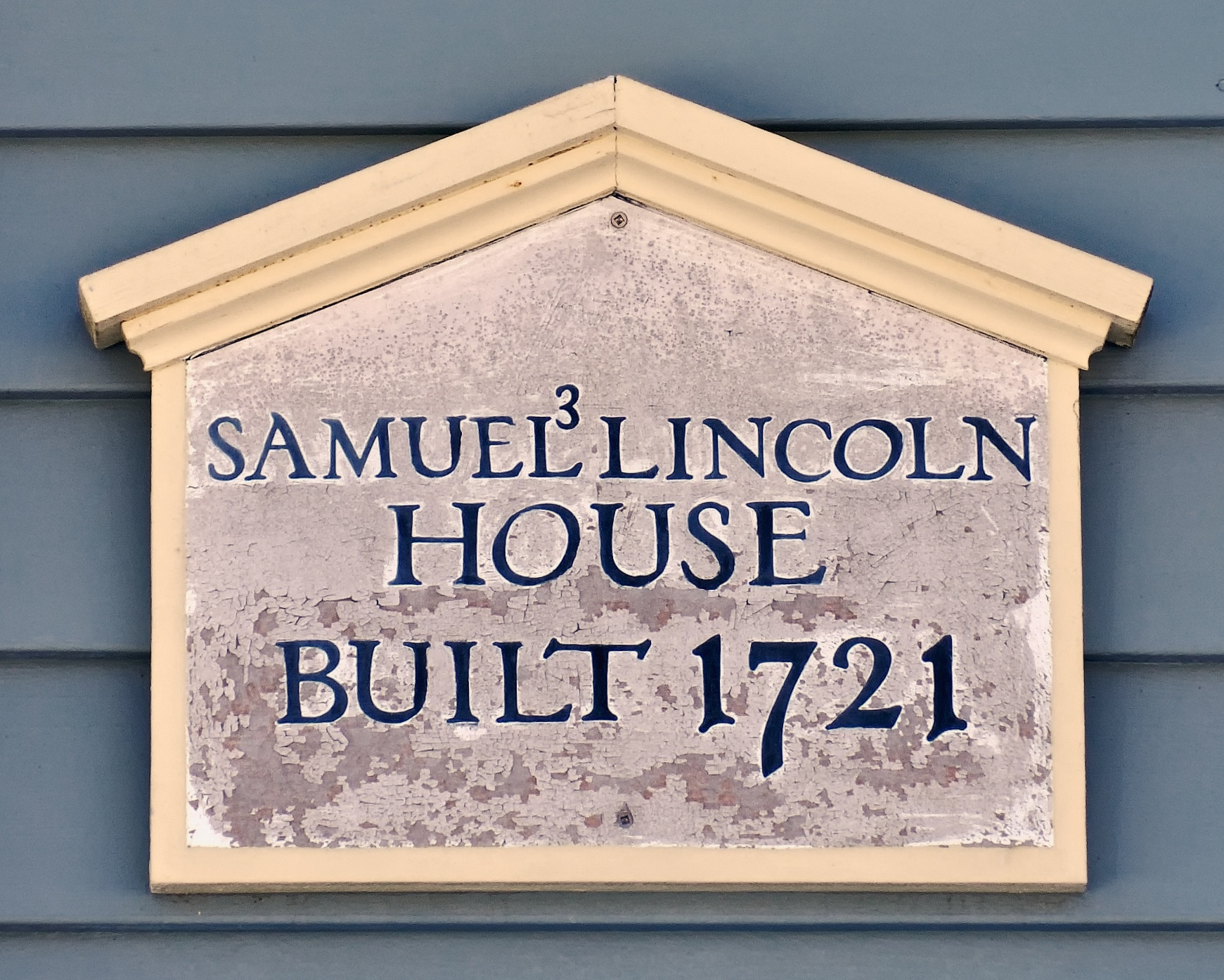
マサチューセッツ州ヒンガムのサミュエル・リンカーン邸

裕福な祖父が親を勘当したため、貧しい家庭で育った。イングランドノリッジのフランシス・ローズの下で見習い織工になった。父のエドワードは、祖父リチャードの意志を無視し、ヒンガムの小さな家に移った後、スワントンモーリーの家を放棄した。1637年、ローズ家と共にイングランドを発ち、ジョン＆ドロシー号に乗り、アメリカへ旅立った。多くの資料には、その時15歳と伝えられるが、それは、航海の許可が出るための、年齢詐称である。 
マサチューセッツ州植民地に航海した。同地ヒンガムには、兄トーマス("Thomas Lincoln the Weaver")が1635年に定住し、町から敷地を与えられ、後にサミュエルに財産を残した。 (二度結婚したが、トーマスには子供がなかった。)
ヒンガムのオールドシップ教会の建築を手伝った。1649年頃、アイルランド島のマーサ・ライフォード(ジョン・ライフォード牧師の娘と言われている)と結婚し、11人の子供(うち3人は幼児期に死亡)がおり、1650年8月25日に生まれた長男もまた、サミュエルと名付けられた。四男モルデカイの子孫からはエイブラハム・リンカーンが出た。系図学者は、アブラハム、サムエル、イサク、ヤコブ、モルデカイなど、マサチューセッツ湾植民地の初期のピューリタンの入植者の間で一般的に使用されていた聖書の名前の多用を指摘している。サミュエルの子孫は、子供にサミュエルと命名するのが多かった。
母方の家系はエクセターのギルマン家である。母ブリジット・ギルマンはイングランドヒンガムのエドワード・ギルマンの娘である。母の兄弟エドワード・ギルマン・ジュニアは後にマサチューセッツ州ヒンガムに移住し、イプスウィッチ、さらにエクセターに引っ越した。同地でギルマン家は商人、政治家として栄え、アメリカ合衆国憲法署名者ニコラス・ギルマンを輩出した。

## 記念
1937年、マサチューセッツ州ヒンガムのオールドシップ教会でサミュエル・リンカーンの到着300周年を銘板の奉献で記念した。

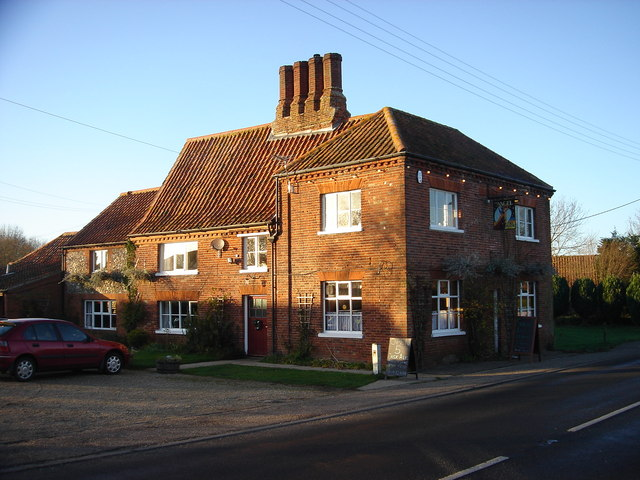
イギリスノーフォークスワントンモーリーにある祖父リチャードの家。現在は村のパブ。